# Papiro de Ani

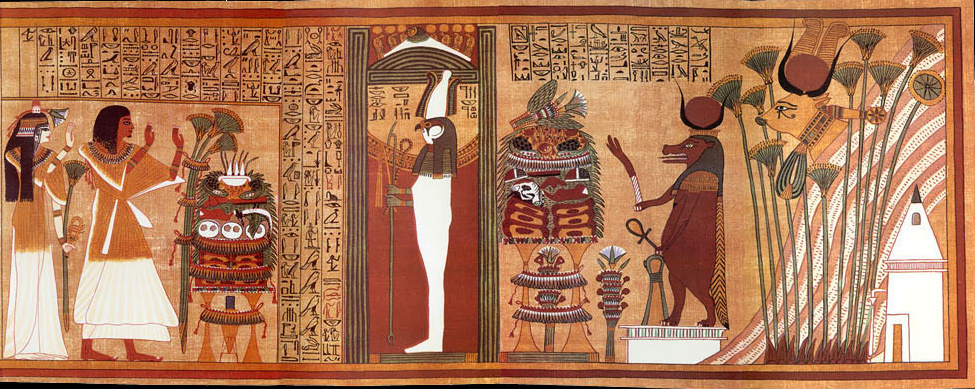
Papiro de Ani: cena final.

O Papiro de Ani é a versão mais conhecida do Livro dos Mortos. Estima-se que foi escrito durante a XVIII dinastia egípcia até ao ano de 1300 a.C.. Entre todos os textos encontrados do Livro dos Mortos, este é o que possui o maior número de capítulos, todos decorados com ilustrações que representam cada passo do Julgamento de Osíris.
Integra o acervo do Museu Britânico desde 1888, quando foi descoberto, próximo a Luxor, pelo Dr. E. A. Wallis Budge, então agente de compras da instituição, em uma tumba da XVIII dinastia.